# Bugatti (Ace Hood)
Bugatti un singolo del rapper statunitense Ace Hood, pubblicato il 29 gennaio 2013 ed estratto dall'album Trials & Tribulations. Il brano vede la partecipazione dei rapper statunitensi Future e Rick Ross. Il 16 luglio 2013 viene pubblicato il remix ufficiale, stavolta senza Rick Ross, in cui prendono parte il già presente Future, Meek Mill, T.I., Wiz Khalifa, Birdman, French Montana e 2 Chainz.

## Video
Il videoclip della canzone è stato diretto da Gil Green e vede la partecipazione di DJ Khaled e Birdman.

## Tracce
- Download digitale

1. Bugatti (featuring Future & Rick Ross) – 4:31
2. Bugatti (Remix) (feat. Future, Meek Mill, T.I., Wiz Khalifa, Birdman, French Montana & 2 Chainz)